# Illumos
Illumos (zapis stylizowany – illumos) – system operacyjny oparty na filozofii otwartego oprogramowania, wywodzący się bezpośrednio z systemu OpenSolaris. Jego podstawowym projektem jest illumos-gate, wywodzący się z jądra OpenSolaris (OS/Net) i razem z większością sterowników, bibliotek oraz narzędzi systemowych dostępny jako kod źródłowy.

## Dostępne dystrybucje
- Belenix
- illumian
- NexentaStor
- OmniOS
- OpenIndiana
- SmartOS
- StormOS

Źródło: wiki.illumos.org.